# Alex (papagáj)
Alex (1976 – 2007. szeptember 6.) egy jákópapagáj neve volt, amelyet 30 éven át tanulmányoztak egy állatpszichológiai kutatás keretében. A kutatást dr. Irene Pepperberg állatpszichológus folytatta, kezdetben az Arizonai Egyetemen, később a Harvard Egyetemen és a Brandeis Egyetemen. Pepperberg egy állatboltban vásárolta Alexet körülbelül egyéves korában. Az Alex név valójában egy rövidítés az angol Avian Learning EXperiment kifejezés szavainak kezdőbetűiből.
Pepperberg kísérletei előtt tudományos körökben az a nézet volt elfogadott, hogy a madarak nem rendelkeznek intelligenciával és emberi szavakat is csupán hangzás alapján képesek utánozni, de az Alexszel folytatott kísérletek eredményei azt látszanak igazolni, hogy a madarak képesek lehetnek alapszinten következtetni, és szavakat jelentéstartalmuk szerint használni.
Pepperberg szerint Alex intelligenciaszintje a delfinekével és az emberszabású majmokéval egy szinten állt. Másik állítása szerint Alex intelligenciája egy ötéves emberének volt megfeleltethető, és nem érte el a lehetséges maximumot a halála időpontjában. A madár érzelmi szintjét egy kétéves ember szintjére tette.

## Eredmények
Pepperberg, Alex eredményeiről írt 1999-es összefoglalójában azt állította, hogy a madár ötven különböző tárgyat tudott felismerni, a mennyiségek között pedig hatig tudott különbséget tenni. Ezenkívül hét színt és öt formát tudott megkülönböztetni, valamint tisztában volt a „nagyobb”, „kisebb”, „ugyanolyan” fogalmak jelentésével, a „felett” és „alatt” fogalmak jelentését pedig éppen tanulta. A madár körülbelül 150 szavas szókinccsel rendelkezett, de abban volt kiemelkedő, hogy a jelek szerint tisztában is volt az általa használt szavak jelentésével. Például, mikor egy tárgyat mutattak neki, és megkérdezték a formájáról, színéről vagy anyagáról, ezeket pontosan meg tudta nevezni. Ha két tárgy közötti különbségről kérdezték, azt szintén megnevezte, viszont ha nem volt különbség, úgy válaszolt: „nincs”. Amikor belefáradt a kísérletekbe, azt mondta: „elmegyek”, és ha a kutató ezt láthatóan rossz néven vette, az „elnézést” kifejezéssel próbálta elvenni a helyzet élét. Ha azt mondta, „akar banánt”, de ehelyett egy mogyorót adtak neki, némaságba burkolózott, újra banánt kért, vagy elvette a mogyorót, majd a kutató felé hajította. A kutatással kapcsolatos kérdésekre átlagosan 80%-ban helyesen adott válaszokat.
Előzetes kutatások szerint Alex képes volt négy kék szövetlabdát összekapcsolni egy zongora négy hangjával. Pepperberg azt is megtanította neki, hogy felismerje a '4' arab számot.
2005 júliusában Pepperberg bejelentette, hogy Alex ismeri a nulla fogalmát.
Pepperberg az angol fonémákra is tanította a madarat, abban a reményben, hogy Alex képes lesz összekapcsolni egy angol szó írott alakját a beszélt megfelelőjével. A madár képes volt két betűvel jelölt hangok felismerésére, úgy mint SH vagy OR.

## Kritikák
Tudományos körökben néhányan igen szkeptikusak Pepperberg eredményeit illetően, és Alex állítólagos nyelvhasználatát operáns kondicionálásnak nevezik. A kritikusok az okos Hans nevű ló esetére hivatkoznak, aki úgy tűnt, tud számolni, de trükk volt a dologban, mert valójában a kiképzője által öntudatlanul adott jelzéseknek engedelmeskedett. Másik példájuk a Nim Chimpsky nevű csimpánz (Noam Chomsky után nevezték el), akiről szintén úgy gondolták, hogy képes a nyelvet érteni és használni, de később kiderült, hogy csak a kiképzőjét utánozta. Dr. Herbert Terrace, aki dolgozott Nim Chimpskyvel, úgy gondolja, hogy Alex gépiesen cselekedett és nem nyelvet használt; Alex válaszait ő „komplex megkülönböztető cselekményeknek” nevezi.

## Halála
Alex halála teljesen váratlanul jött; a jákópapagájok átlagosan ötven évig élnek. A halála előtti napon egészségesnek tűnt, míg reggelre halva találták. A halál pontos oka ismeretlen. Az Alex Alapítvány sajtóközleménye szerint „Alex jó egészségnek örvendett a halála előtt körülbelül két héttel elvégzett fizikai tesztek eredménye alapján.” A boncolást végző állatorvos a halál pontos okát nem tudta megállapítani. Pepperberg nyilatkozata szerint Alex elvesztése nem fogja meggátolni a további kutatást, de nagy visszalépést jelent. A laboratóriumnak van két másik papagája is, de azok képességei meg sem közelítik Alexéit.
2007. október 4-én az Alex Alapítvány közzétette a boncolási eredményeket: „Alex gyorsan halt meg. Egy, az arterosclerosisal (az artériák megmerevedése) kapcsolatba hozható váratlan, végzetes esemény vetett véget az életének. Ez vagy szívritmuszavar, infarktus vagy gutaütés lehetett, ami miatt gyorsan, szenvedés nélkül halt meg. Mindezt nem lehetett előre látni. Minden tesztje, a koleszterinszintjét is beleértve, visszaállt normálisra azon a héten. A halála nem hozható kapcsolatba sem az étrendjével, sem az életkorával, az állatorvos látott hasonló halálnemeket 10 évnél fiatalabb madaraknál is, amelyek egészséges étrenden voltak. Legvalószínűbb az, hogy genetikus okok, vagy egy az emberi szívbetegségekhez hasonló gyulladásos betegség (jelenlegi módszerekkel madaraknál lehetetlen ilyet kimutatni) lehetett a halál oka.”

## Idézetek
- „Miközben egy színes szövetlabdát tart a madár elé, Pepperberg a kutatásnál használt leegyszerűsített nyelven megkérdezi: milyen anyag?. Alex – aki képes felismerni fát, műanyagot, fémet és papírt is, más anyag-ok mellett, így válaszol: gyapjú. A helyes válasza miatt jutalomra tarthat igényt, de ezt külön kérnie kell. A hagyományos állatkísérletek alanyaival ellentétben Alex semmit nem kap, hacsak meg nem nevezi név szerint, mit szeretne jutalomképpen. Akar mogyoró – mondja a madár, majd megkapván, boldogan elkezdi rágcsálni.”[12]
- „Egy ízben, mikor Pepperberg egy állatorvosnál hagyta Alexet, a madár a következőket mondta: Gyere ide. Szeretlek. Elnézést. Vissza akarok menni.”[14][15]
- Pepperberg utoljára szeptember 6-án, csütörtökön látta Alexet. Elmondása szerint a szokásos jóéjt-rutin szerint közölte Alexszel, hogy ideje visszamenni a kalitkájába. Emlékei szerint a madár ezt mondta: Jó vagy. Szeretlek. Pepperberg így válaszolt: Én is szeretlek, ezután Alex megkérdezte: Leszel holnap?, mire Pepperberg az igen, leszek holnap mondattal válaszolt.[4][7][9]
- Mikor Alex először kapott egy piros almát, és még nem ismerte a nevét, a banerry szóval hivatkozott a gyümölcsre. Ezt a szót egy szóösszerántásnak tekintik, a banán angol nevéből (banana) – a mintája és a belső része miatt, valamint a cseresznye angol nevéből (cherry) – a színe és a formája miatt. Pepperberg ezt a „komplex kétirányú kommunikáció” példájának tekintette, miszerint Alex egy általa értett koncepciót próbált korlátozott angol szókincsével az emberek által érthető formában kifejezni. Ezt igazolja, hogy Alex egy zöldalmára is a banerry szóval hivatkozott.